# Polikarp Gumiński

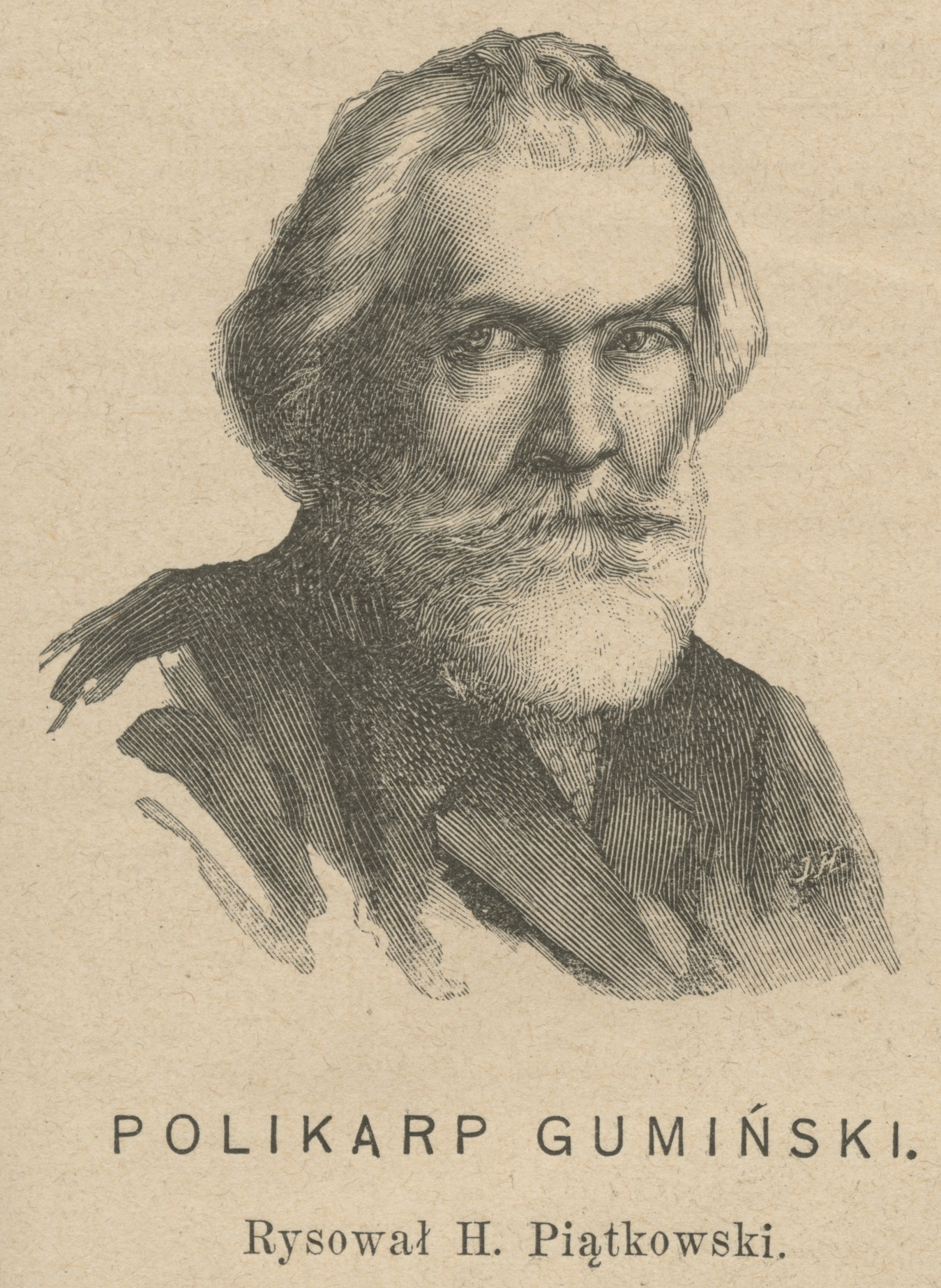

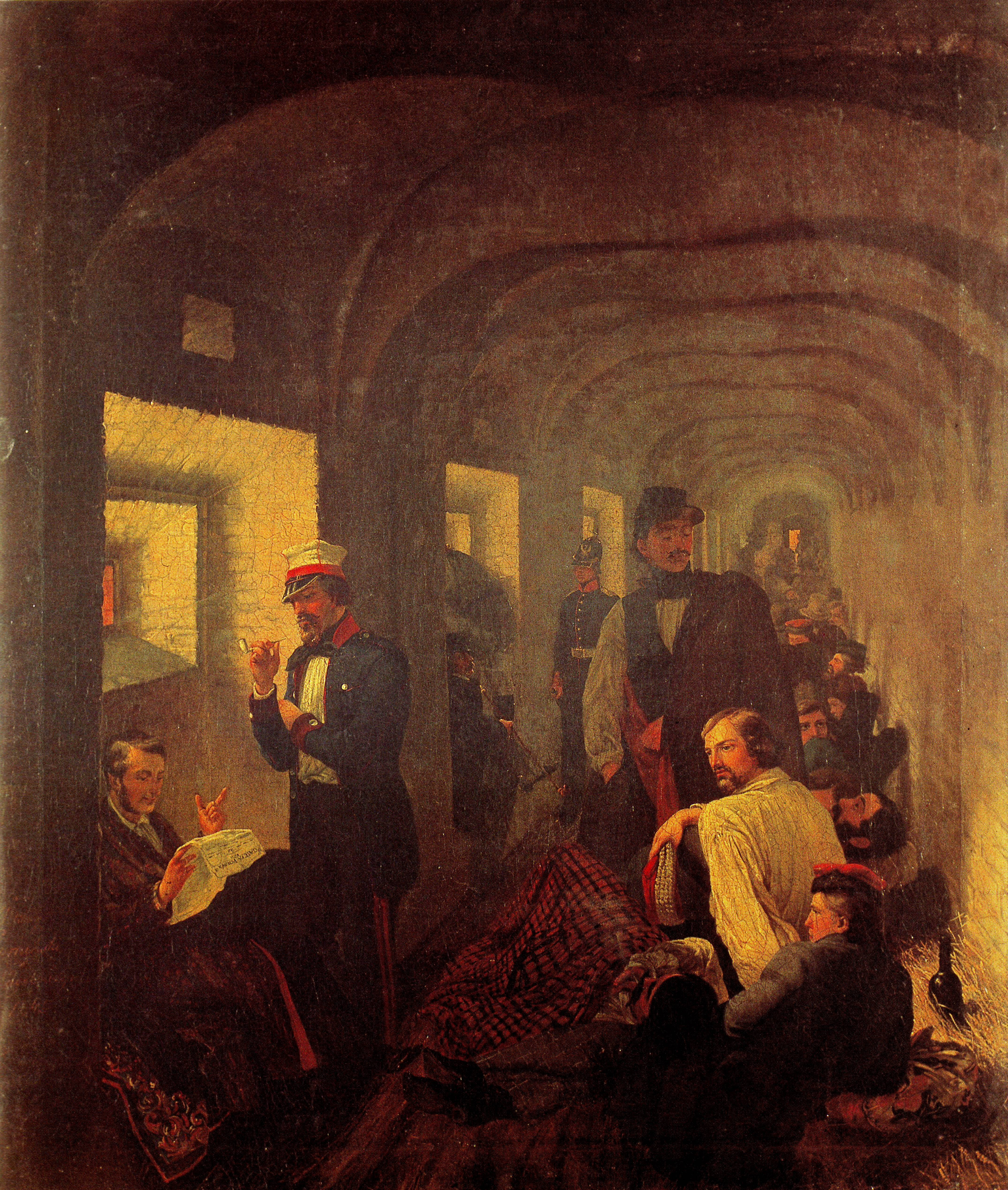
Bild Guminskis Gefangene polnische Offiziere in der Zitadelle von Magdeburg, 1849, Polikarp Gumiński selbst in Weiß in der rechten Bildhälfte dargestellt

Polikarp Gumiński (* 26. Januar 1820 in Warschau; † nach 1907, vermutlich ebenfalls in Warschau) war ein polnischer Kunstmaler.

## Leben
Zwischen 1836 und 1847 genoss Gumiński eine künstlerische Ausbildung, zunächst in Warschau, in den Jahren 1844 bis 1846 an der Kunstakademie Düsseldorf. 1848 kam er nach Posen, da er hier Aufträge zur Anfertigung von Porträts hatte. In Posen schloss er sich 1848 dem Großpolnischen Aufstand an. Nach Kampfhandlungen im April 1848 wurde er verhaftet und zu drei Jahren Haft verurteilt. Die Haft verbüßte er in der Zitadelle der Festung Magdeburg. Während der Haft fertigte er Bilder an, in denen er den Aufstand und die Haftzeit darstellte.
Nach seiner Haftentlassung kehrte er zunächst nach Posen zurück, wurde jedoch ein Jahr später wegen des umstrittenen, von ihm angefertigten Bildes Gottesmutter Königin Polens, ausgewiesen. Er ging daraufhin zunächst nach Brüssel, später nach Paris. 1870 kehrte er nach Warschau zurück. Er lebte dort verarmt als Zeichenlehrer.